# دارایی‌های آوا
دارایی‌های آوا (به انگلیسی: Ava's Possessions) یک فیلم کمدی ترسناک ماوراء طبیعی آمریکایی در سال ۲۰۱۵ است که توسط جردن گالاند نویسندگی و کارگردانی شده‌است. این فیلم نمایش جهانی خود را در تاریخ ۲۶ آوریل ۲۰۱۵ در جشنواره فیلم Dead by Dawn Horror به نمایش گذاشت.

## بازیگران
- لوئیسا کراوس به عنوان آوا
- آنابل دکستر جونز به عنوان هیزل
- واس استیونس به عنوان تونی
- ویتنی ایبل به عنوان جیلیان
- لو تیلور پوچی به عنوان بن
- کارول کین به عنوان تالیا
- ویلیام سدلر به عنوان برنارد
- آلیسیا رینر به عنوان نوئل
- دن فاگلر به عنوان جی جی سامسون
- جوئل دو لا فونته به عنوان اسکوبار
- جان وینتیمیلیا به عنوان پدر مروینو
- دبورا راش به عنوان جوآنا
- زاکاری بوث به عنوان راجر
- جنیوا کار به عنوان دارلین
- جیمیما کرک به عنوان پیچک
- اولیویا آنتون جوان آوا

## بازخورد
این فیلم بر اساس ۱۳ بررسی رتبه ۶۲ درصد در راتن تومیتوز را دارد.
انترتینمنت ویکلی یک بررسی عمدتاً مطلوب نوشت و از آن انتقاد کرد
بلادی دیسگاستینگ نظر مشابهی را به اشتراک گذاشت و خاطرنشان کرد: در حالی که این فیلم ناقص بود، اما بازیگری خوبی هم داشت و «هنوز یک فیلم منحصر به فرد است که سزاوار تماشا است.»